# Clytia pearsonensis
Clytia pearsonensis is een hydroïdpoliep uit de familie Campanulariidae. De poliep komt uit het geslacht Clytia. Clytia pearsonensis werd in 1973 voor het eerst wetenschappelijk beschreven door Watson. 